# Chevrolet Cobalt (Brasil)

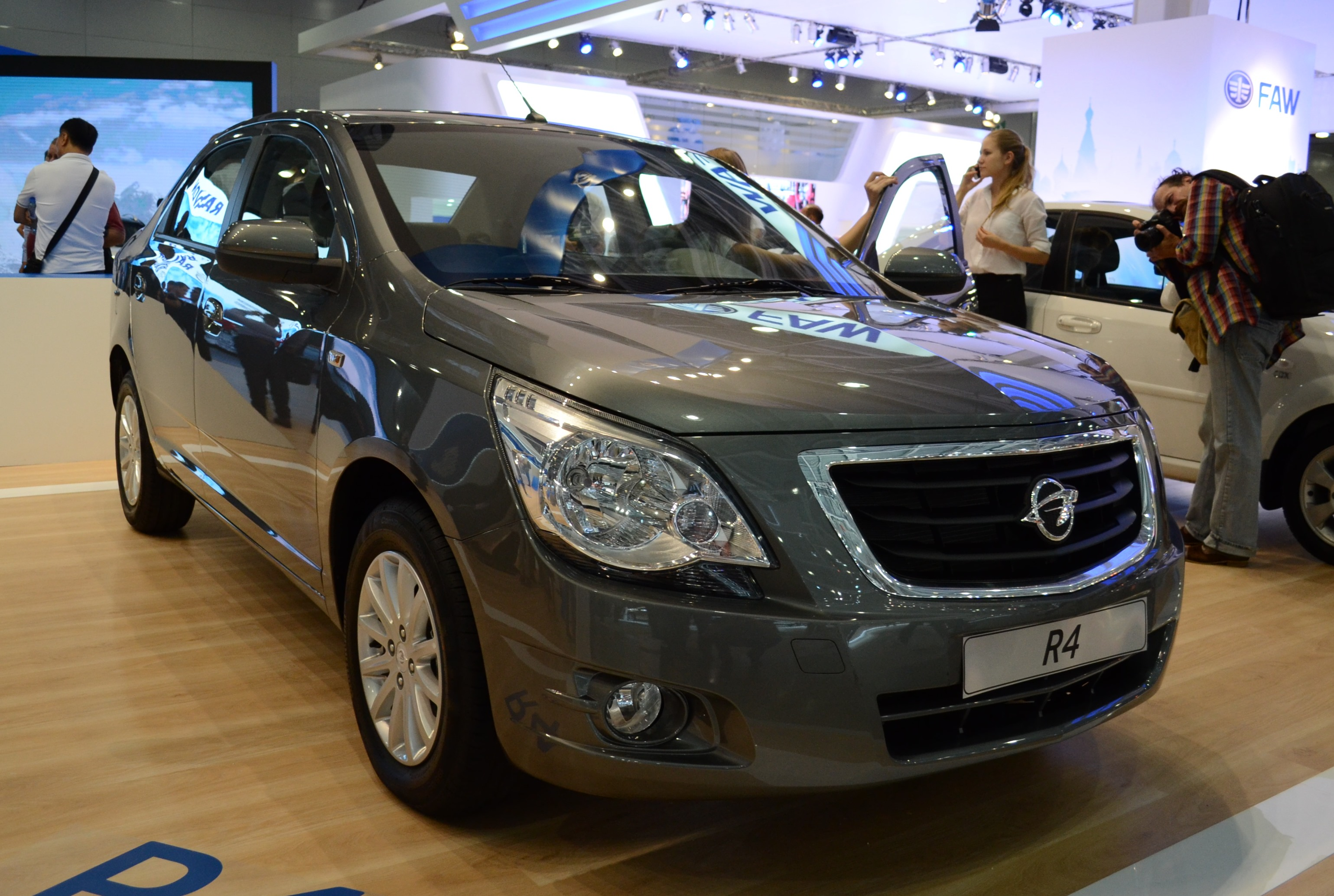
Ravon R4, versión del Cobalt producida por GM Uzbekistan.

Se conoce con el nombre de Chevrolet Cobalt a una serie de automóviles de turismo del segmento C, fabricados por la firma General Motors para su marca Chevrolet. Básicamente se trató de dos modelos completamente diferentes el uno del otro, sin ningún tipo de relación ya sea de ingeniería, como de producción.
La segunda versión que llevó este nombre es un automóvil de turismo del segmento B producido originalmente por GM do Brasil desde 2013 para reemplazar al Chevrolet Astra. Esto se debía principalmente al tamaño del vehículo, el cual se asemejaba más al Astra que a los demás coches del segmento B, a la vez de que el Chevrolet Vectra III (versión brasileña del Opel Astra H) fue reemplazado por el modelo global Chevrolet Cruze. Años más tarde, sumó en su lista de plazas de producción a la planta de GM Colmotores en Bogotá Colombia, y a la planta de GM Uzbekistán en la ciudad de Asaka para ser posteriormente exportado a Rusia. De esta última planta, el vehículo se fábrica bajo la marca local Ravon, siendo conocido como Ravon R4.
Entre sus principales atributos mecánicos y de arquitectura, está equipado con motores Econo Flex 1.4 y 1.8 litros, y utiliza la plataforma GSV (Global Small Vehicle) que comparte con la Chevrolet Spin y los Chevrolet Onix y el Chevrolet Prisma. Su diseño exterior está basado en mayor medida, en las líneas del Chevrolet Agile y en menor en las del Chevrolet Sonic.

## Características
El Cobalt brasileño fue desarrollado íntegramente en Brasil y por sus características estaba más acorde a su comercialización en mercados emergentes. Estética y mecánicamente, este nuevo Cobalt dista mucho y a pesar de emplear el mismo nombre no guarda ninguna relación con su homónimo norteamericano Chevrolet Cobalt.
El nuevo Chevrolet Cobalt fue presentado en Brasil en 2013. Se trata de un automóvil de turismo del segmento B low cost, pero con dimensiones que lo asemejan a un segmento C. Este coche, está basado sobre la plataforma GSV (Global Small Vehicle) que comparte con la minivan Chevrolet Spin y los Onix/Prisma, posee el mismo bastidor que el Chevrolet Sonic aunque reducido en costos y de un tamaño mayor que este modelo. Fue diseñado por el "Design Center" que posee GM Brasil en São Caetano do Sul, São Paulo.
Se ofrece únicamente en versión sedán de 4 puertas y, aunque frontalmente su diseño guarda un cierto parecido con el hatchback Chevrolet Agile, no tiene relación alguna con este modelo ya que el Ágile está basado en una plataforma diferente (la misma que el Chevrolet Classic). 
Este modelo fue presentado con el fin de cubrir el vacío dejado por la discontinuidad del Chevrolet Astra en sus versiones más básicas, aunque también reemplazaba a destiempo a la versión sedán del Chevrolet Corsa II.
Debido a su posicionamiento dentro de la gama de productos Chevrolet, entre el Prisma y el Cruze, se cuentan como rivales del Cobalt al Renault Logan, al Fiat Cronos y al Nissan Versa. Su diseño presenta características específicas, como ser su amplio espacio interior promovido por sus amplias dimensiones (4479 mm de largo, 1735 mm de ancho, 1514 mm de alto y 2620 mm de batalla), regulación de posición de manejo (gracias a su volante regulable en altura y profundidad), y su amplio baúl, con capacidad de 563 litros.
Su producción se inició en las factorías de GM en Brasil, para luego comenzar a ser producido en Uzbekistán donde General Motors lo comercializa bajo la marca local Ravon, siendo además conocido como Ravon R4.

## Segunda generación (2016)
Recibe en diseño una actualización para readecuarlo al nuevo family feeling de Chevrolet inspirado en el Cruzé II, consistió en cambios estéticos profundos en el frontal especialmente en el paragolpes, ahora el mismo cuenta con nervaduras que destacan la presencia de los renovados marcos de los faros antiniebla y de la toma de aire inferior. En tanto los faros, estos sumaron proyectores de doble parábola, son más cónicos y cuentan con un marco cromado en su interior determina el espacio específico de las lámparas.
En el sector posterior adoptó mayores curvas y esto se visualiza mayormente en la tapa del baúl faros y el paragolpes, que ahora oculta la salida de escape.
En el interior las modificaciones no fueron tan radicales pero cambia el diseño de los paneles de las puertas, que agregan apoyabrazos tipo "soft touch".
Como actualización del equipamiento, el Cobalt de segunda generación agrega a todas sus versiones el nuevo sistema de entretenimiento My Link 2: Tiene un diseño moderno e intuitivo, su pantalla es de 7″ con mayor resolución y tecnología multi-touch. A su vez es compatible con la aplicación Android Auto y Car Play (IOS de Apple), lo que permite espejar la pantalla del teléfono celular.
En materia mecánica no muestra mayores modificaciones continuando con el motor 1.8 8v SOHC de 105CV.

## Motores
En su primera aparición en el Mercosur, el Chevrolet Cobalt se presentó equipado con el motor 1.4 Litros de funcionamiento con combustible alternativo denominado Flex. Un año después, fue presentado el impulsor de 1.8 litros y 8 válvulas a la cabeza. Un año más tarde, llegaría la versión diésel de 1.3 litros de cilindrada. Estas unidades, están equipadas con dos opciones de caja de cambios (manual o automática). 
En cuanto a motorizaciones, el Cobalt presenta tres tipos de impulsores, siendo estos un 1.8 nafta que eroga una potencia de 105 CV y un torque de 161 Nm a 3200 RPM, un 1.3 Diésel de 75 CV y 190 Nm a 1750 RPM, y un 1.4 Flex Power para funcionamiento alternativo con nafta o etanol, esta última motorización se encuentra disponible únicamente en Brasil. Los rendimientos de este último motor, indican una potencia de 102 CV a 6.200 rpm, en su funcionamiento a etanol, y 94CV a las mismas revoluciones, utilizando gasolina. En cuanto al consumo, los números muestran mayor economía en el diésel, debido a su consumo de 7 L/100km, mientras que el naftero, está caracterizado por su rendimiento de 7,8 km/L cada 100 km lo que equivale a la poco económica cifra de 13L/100km.

## Equipamiento
Destacan desde la versión base LT: aire acondicionado, dirección asistida, Cierre centralizado de puertas con comando a distancia y cierre automático en rodaje, sistema de entretenimiento My Link 2 (cuenta con pantalla táctil de 7 pulgadas compatible con Android auto y Car play sumado a una radio AM/FM con conectividad USB/aux in/Bluetooth), asiento del conductor regulable en altura, columna de dirección regulable en altura, luces de lectura en plazas delanteras, portamapas en respaldo de asientos delanteros, espejos exteriores eléctricos y rebatibles manualmente.
La versión LTZ (tope de gama) suma a lo anterior: sistema de encendido automático de luces, sensor de lluvia, asiento trasero con respaldo rebatible 1/3-2/3, espacio portalentes para el conductor, guantera iluminada,  computadora de a bordo, control de velocidad crucero, espejos exteriores eléctricos calefaccionados,  sensores de estacionamiento trasero y cámara de estacionamiento/visión trasera, Volante de cuero con comando de audio multifunción,  manijas de apertura de puertas interiores cromadas, tapizados en símil cuero (Marrón), sistema de asistencia "Onstar", y a nivel exterior agrega  llantas de aleación ligera de 15´´.

## Seguridad
Equipa un máximo de: dos Airbag frontales, ABS con distribución electrónica de frenado, Apoyacabezas delanteros ajustables, Carrocería con zonas de deformación programada, Aviso de cinturón de seguridad desabrochado para el conductor, Aviso de luces encendidas, Aviso de puertas abiertas, Aviso de olvido de llave colocada, Tercera luz de stop, Inmovilizador electrónico de motor, Alarma antirrobo, Cinturones de seguridad delanteros inerciales de tres puntos (con regulación en altura), Cinturones de seguridad traseros laterales de tres puntos (inerciales) y abdominal central estático, Faros antiniebla delanteros (solo LTZ),  Faros antiniebla traseros (solo LTZ), Sistema de fijación de asientos para niños (ISOFIX).